# ياسين فنان
ياسين فنان  (مواليد سنة 1978) هو مخرج أفلام وكاتب سيناريو مغربي، قدم العديد من الأعمال التي لاقت نجاحا جماهيريا حدت به أن يصنف أبرز مخرجي جيله محققا العديد من الجوائز الوطنية والدولية في عدة مهرجانات متزوج من الممثلة المغربية أمل الأطرش.

## لجنة تحكيم
- 2016 : مهرجان السينما الإفريقية بخريبكة[4]

## أعماله

### مسلسلات
- 2008 - 2009: ساعة في الجحيم (الموسم الأول والثاني والثالث).
- 2010 : عقبة ليك
- 2013 - 2012: بنات لالة منانة (الموسم الأول والثاني)
- 2014 : زينة[5]
- 2015 : وعدي
- 2016 : وعدي (الموسم الثاني)
- 2017 : حياتي
- 2018 : قلوب تائهة
- 2018 :الوجه الأخر
- 2022 :أولاد الدرب

### أفلام

#### أفلام تلفزيونية
- 2005 : العودة إلى الجحيم،
- 2005 : شجاع تحت أرض أكادير،
- 2005 : الهيكل العظمي
- 2009 : لعقبة ليك
- 2015 : كاريان بوليود[6]
- 2017 : الضاسر[7]
- 2016 : حياتي

#### أفلام قصيرة
- 2004 : Danger MAN
- 2004 : The Futur is NOW ،
- 2004 : قميص أبيض وربطة عنق سوداء

### كتابة وسيناريوهات
- 2002 : الجرح الصغير